# Guancheng
Guancheng (en chino, 管城; pinyin, Guǎnchéng; Wade-Giles, kuan ch'eng, en xiao'erjing: قُوًاچْع ) es un distrito autónomo bajo la administración directa de la Prefectura  Zhengzhou  en la Provincia de Henan, República Popular China. Su área es de 198 km² y su población total para 2020 superó los 960 mil habitantes. 

## Administración
La administración de Guancheng es especial, pues solo existen cuatro de este tipo en toda China y esta en especial para la etnia hui. El distrito étnico de Guancheng se divide en 12 pueblos que se administran en 9 subdistritos, 1 poblado y 2 villas.

## Toponimia
El topónimo Guancheng [/kuán-cheng/] significa "Ciudad Guan".
Después de establecer la dinastía Zhou, el rey Wu  concedió a su hermano Guan Shuxian (管叔鲜) un territorio el cual se organizó en el Estado Guan (管国).
Tras la muerte de su primer y único rey (Guan Shuxian), el estado es destruido y fue perdiendo influencia. Para el año 596 AD durante la dinastía Sui, el área conocida como "Guan" era su casco urbano rodeado de una pequeña zona rural a la que llamaron "Ciudad Guan" (Guancheng) y la organizaron como Condado (管城县).
Como otras regiones autónomas, se caracteriza por estar asociada a un grupo étnico minoritario, en este caso, los hui. La región recibió la condición de "autónomo" cuando se estableció el Distrito autónomo hui de Guancheng en julio de 1983.

## Historia
Ya hace 3500 años, esta era la capital de la dinastía Shang (亳 都) conocida como Ciudad Ao (隞) de las cuales, hoy quedan sus ruinas en el Parque Shang City. 
En el 606 la zona era conocida como Zhengzhou (郑州), en enero de 1956 se implementó la política de autonomía étnica regional y Zhengzhou estableció la Región Autónoma de Hui. En 1956 la administración se renombró a Distrito étnico de Jinshui (金水回族区), en julio de 1983 pasó a llamarse al nombre actual. 